# Motor s válci do W

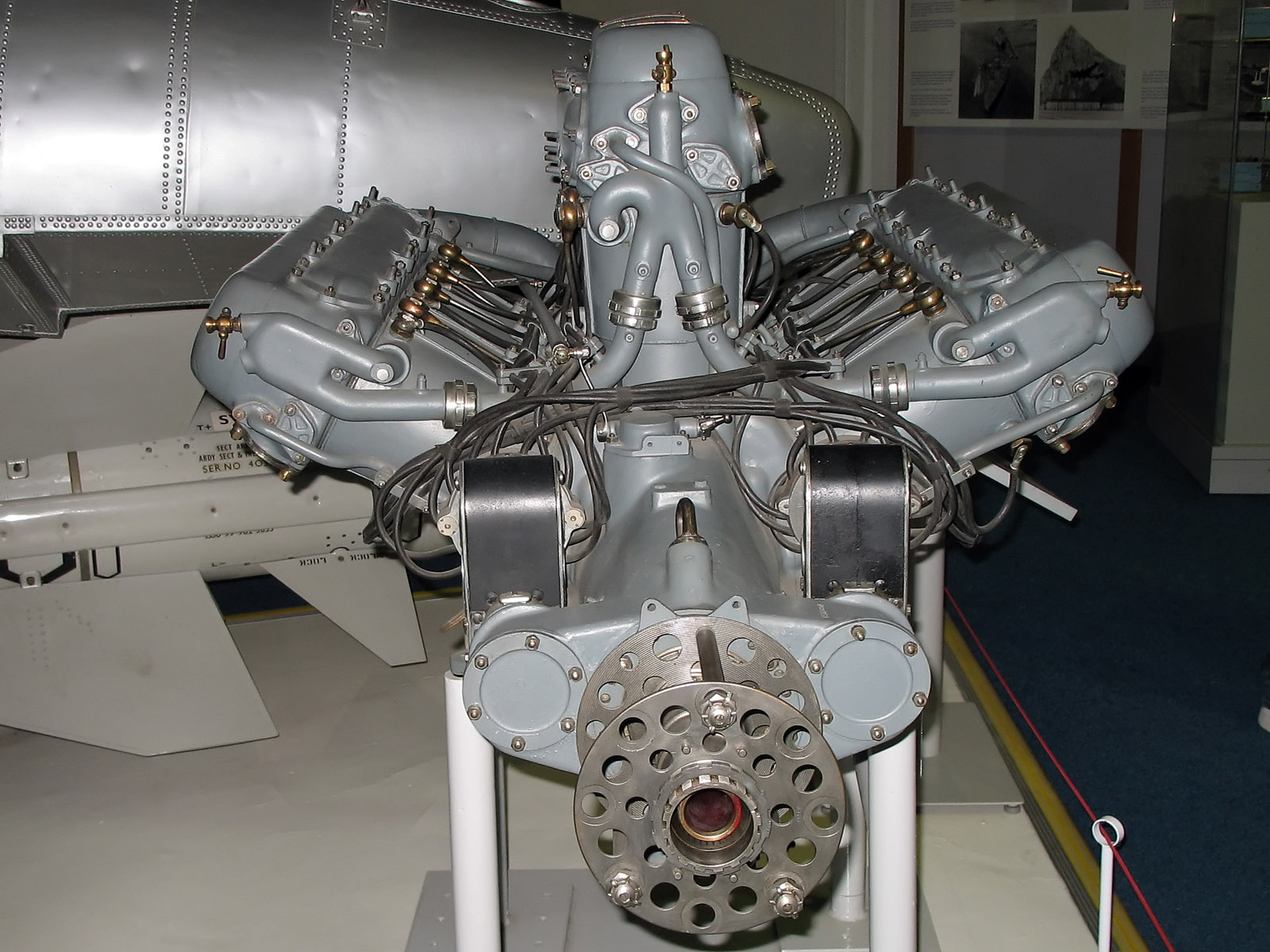
Dvanáctiválec Napier Lion

Animace motoru s válci do W

Motor s válci do W nebo vějířový motor je typ tříválcového nebo třířadého pístového spalovacího motoru, jehož osy krajních válců resp. poloroviny krajních řad válců jsou šikmo skloněné a souměrné kolem svislé osy prostředního válce, resp. svislé poloroviny prostředního řady válců.  Všechny válce jsou nad klikovou hřídelí, příčný řez motoru je ve tvaru písmene W.